# Sula (Sogn og Fjordane)
Sula é uma ilha da Noruega, no condado de Sogn og Fjordane. Não deve ser confundida com o município de Sula (Møre og Romsdal). Tem 116 km² de área. O ponto mais alto é o Karkhellenipa, com 569 m.